# Solène Ndama
Solène Ndama, née le 23 septembre 1998 à Bordeaux, est une athlète française, spécialiste de l'heptathlon et du 100 mètres haies, championne d'Europe junior en 2017.

## Carrière sportive
Solène fait ses débuts au club de l'ASSM Athlétisme en compétition puis avec l'équipe UNSS du collège Saint-André à Bordeaux, avant de s'inscrire au club de Bordeaux Athlé. 
Le 23 juillet 2017, Solène Ndama remporte le titre du 100 m haies aux championnats d'Europe juniors de Grosseto en 13 s 15, nouveau record personnel.

### 2018: Record de France espoirs battu
Le 8 août 2018, en séries des championnats d'Europe de Berlin, Solène Ndama s'impose dans sa course et descend pour la première fois sous les 13 secondes, 12 s 88 (- 0,1 m/s). Le lendemain, en demi-finale, elle termine 2e de sa course et bat à nouveau son record, en 12 s 77 (+ 0,2 m/s), se qualifiant ainsi pour sa première finale international senior. En finale, elle manque la 7e haie et ne termine pas sa course, entraînant sa disqualification.
Auteure de 4 411 points sur le pentathlon, le 13 janvier 2019 à Clermont-Ferrand, Solène Ndama remporte le 17 février le titre aux championnats de France en salle de Miramas et établit à cette occasion la meilleure performance mondiale de l'année 2019 avec 4 672 points, pour devenir la seconde meilleure performeuse française de l'histoire derrière Antoinette Nana Djimou (4 723 pts) et battre le record de France espoirs détenu pendant 28 ans par Odile Lesage (4451 points). Elle égale à cette occasion son record sur 60 m haies en 8 s 03 (temps qui la qualifie également sur la discipline aux championnats d'Europe en salle Glasgow), approche celui au saut en hauteur (1,72 m), puis le bat au lancer du poids (14,47 m), saut en longueur (6,21 m) et au 800 m (2 min 13 s 71).

### 2019: Médaillée de bronze en salle
Aux championnats d'Europe en salle de Glasgow, Ndama commence la compétition et réalise 8 s 09 sur 60 m haies, pour battre le record du championnat dans un pentathlon, que détenait l'autre française Antoinette Nana Djimou en 8 s 11 depuis 2011. Elle bat ensuite son record au saut en hauteur avec 1,75 m puis 1,78 m, et lance 14,23 m au lancer du poids. 2e au classement général après trois épreuves, elle rétrograde à la 4e place à l'issue de l'avant-dernière épreuve, le saut en longueur, malgré un saut à 6,23 m, puis bat au 800 m son record personnel en 2 min 11 s 92 et parvient à décrocher la médaille de bronze, derrière les Britanniques Katarina Johnson-Thompson (4 983 pts WL) et Niamh Emerson (4 731 pts PB). Avec 4 723 pts, elle égale le record de France de la discipline détenu depuis 2011 par Antoinette Nana Djimou, et améliore son propre record de France espoirs. Egalement alignée sur 60 m haies, elle atteint les demi-finales et termine 9e en 8 s 09, à deux centièmes seulement de la qualification pour la finale, malgré une blessure à la cheville lors de l'échauffement.
Le 23 juin, elle termine 4e du décastar à Talence avec 6 290 points, nouveau record personnel.
Qualifiée pour la première fois pour les championnats du monde en 2019 à Doha, elle commence son heptathlon en réalisant la deuxième performance de toutes les compétitrices sur le 100 m haies en 12 s 90 derrière l'Américaine Kendell Williams. À la hauteur, elle passe la barre de 1,71 m mais échoue par trois fois à 1,74 m.Avec son jet à 13,68 m au lancer du poids, elle remonte à la 10e place du classement provisoire. Pour terminer la première journée, Ndama coure son 200 m en 24 s 34 et termine la journée à la 9e place provisoire. Le lendemain, au saut en longueur, elle ne réussit un saut qu'à 5,98 m et gagne seulement 843 points, ce qui la rétrograde alors à la 12e place,. Avant-dernière épreuve, le lancer de javelot la voit rétrograder à la 15e place du classement provisoire avec un jet à 37,62 m, même s'il constitue son record personnel. Grâce à un temps de 2 min 18 s 75 au 800 m, elle termine finalement 14e de l'heptathlon avec 6 034 points. N'ayant pas réussi les minimas olympiques, elle doit obligatoirement refaire un heptathlon avant les Jeux pour se qualifier.
Engagée aussi sur le 100 m haies, Solène Ndama est éliminée en séries, ne réussissant pas à franchir la première haie.

### Saison 2021
Lors des championnats de France en salle, elle se rompt les ligaments croisés du genou gauche et se fracture le ménisque ce qui met fin prématurément à sa saison.

## Palmarès
| Date | Compétition                    | Lieu     | Résultat | Discipline  | Temps     |
| ---- | ------------------------------ | -------- | -------- | ----------- | --------- |
| 2015 | Championnats du monde cadets   | Cali     | 29e      | Heptathlon  | 4 927 pts |
| 2017 | Championnats d'Europe juniors  | Grosseto | 1re      | 100 m haies | 13 s 15   |
| 2018 | Championnats d'Europe          | Berlin   | finale   | 100 m haies | DQ        |
| 2019 | Championnats d'Europe en salle | Glasgow  | 3e       | Pentathlon  | 4 723 pts |
| 2019 | Championnats du monde          | Doha     | 14e      | Heptathlon  | 6 034 pts |
| 2019 | Championnats du monde          | Doha     | DNF      | 100 m haies | -         |

Palmarès national
- Championnats de France d'athlétisme en salle
  - vainqueur du pentathlon en 2019, 2e en 2018.

## Records
| Épreuve           | Performance   | Lieu    | Date           |
| ----------------- | ------------- | ------- | -------------- |
| 100 m haies       | 12 s 77       | Berlin  | 9 août 2018    |
| Saut en hauteur   | 1,75 m        | Talence | 22 juin 2019   |
| Lancer du poids   | 13,68 m       | Doha    | 2 octobre 2019 |
| 200 m             | 24 s 05       | Albi    | 6 juillet 2018 |
| Saut en longueur  | 6,38 m        | Talence | 23 juin 2019   |
| Lancer du javelot | 37,62 m       | Doha    | 3 octobre 2019 |
| 800 m             | 2 min 11 s 97 | Talence | 23 juin 2019   |
| Heptathlon        | 6 290 pts     | Talence | 23 juin 2019   |

| Épreuve          | Performance    | Lieu           | Date                           |
| ---------------- | -------------- | -------------- | ------------------------------ |
| 60 m haies       | 8 s 03         | Nantes Miramas | 9 février 2019 17 février 2019 |
| Saut en hauteur  | 1,78 m         | Glasgow        | 1er mars 2019                  |
| Lancer du poids  | 14,47 m        | Miramas        | 17 février 2019                |
| Saut en longueur | 6,27 m         | Miramas        | 17 février 2019                |
| 800 m            | 2 min 11 s 92  | Glasgow        | 1er mars 2019                  |
| Pentathlon       | 4 723 pts (NR) | Glasgow        | 1er mars 2019                  |